# Tádzsikisztán
Tádzsikisztán (tádzsikul: Тоҷикистон), hivatalosan Tádzsik Köztársaság (Ҷумҳурии Тоҷикистон) tengerparttal nem rendelkező ország Közép-Ázsiában, Magyarországnál másfélszer nagyobb területtel. A Szovjetunió egyik legdélebben fekvő utódállama, mely 1991-ben lett független. A 2020-as évek elején a szovjet utódállamok közül a legszegényebb.
Délen Afganisztán, nyugaton Üzbegisztán, északon Kirgizisztán, keleten Kína határolja. Az ország területének több mint 90%-át hegyek borítják. A lakosság zöme muszlim.

## Etimológia
Tádzsik név a az újperzsa tāzi szóból származtatható, amely alatt az arabokat vagy nyugati-iráni nem perzsa, esetleg kevert népeket értettek.
Az elnevezés elterjedt Transzoxániában is, ahol némely türk népek (pl. a karlükök) a közvetlenül a szomszédságukban élő muszlim perzsákat ezzel a névvel kezdték illetni.
Az amerikai Kongresszusi Könyvtár 1997-es Tádzsikisztán országtanulmánya nehéznek találta határozottan megállapítani a „tádzsik” szó eredetét, mivel vitás téma, hogy török vagy iráni népek voltak-e a régió eredeti lakói.

## Történelem
I. e. 4000 óta folyamatosan lakott a mai Tádzsikisztán területe.
A történelem során különböző birodalmak területe volt, legtovább a Perzsa Birodalomé. Ennek hatása máig megmaradt: a tádzsik nyelv gyakorlatilag a perzsa nyelv egyik nyelvjárása, üzbég és orosz jövevényszavakkal bővülve.

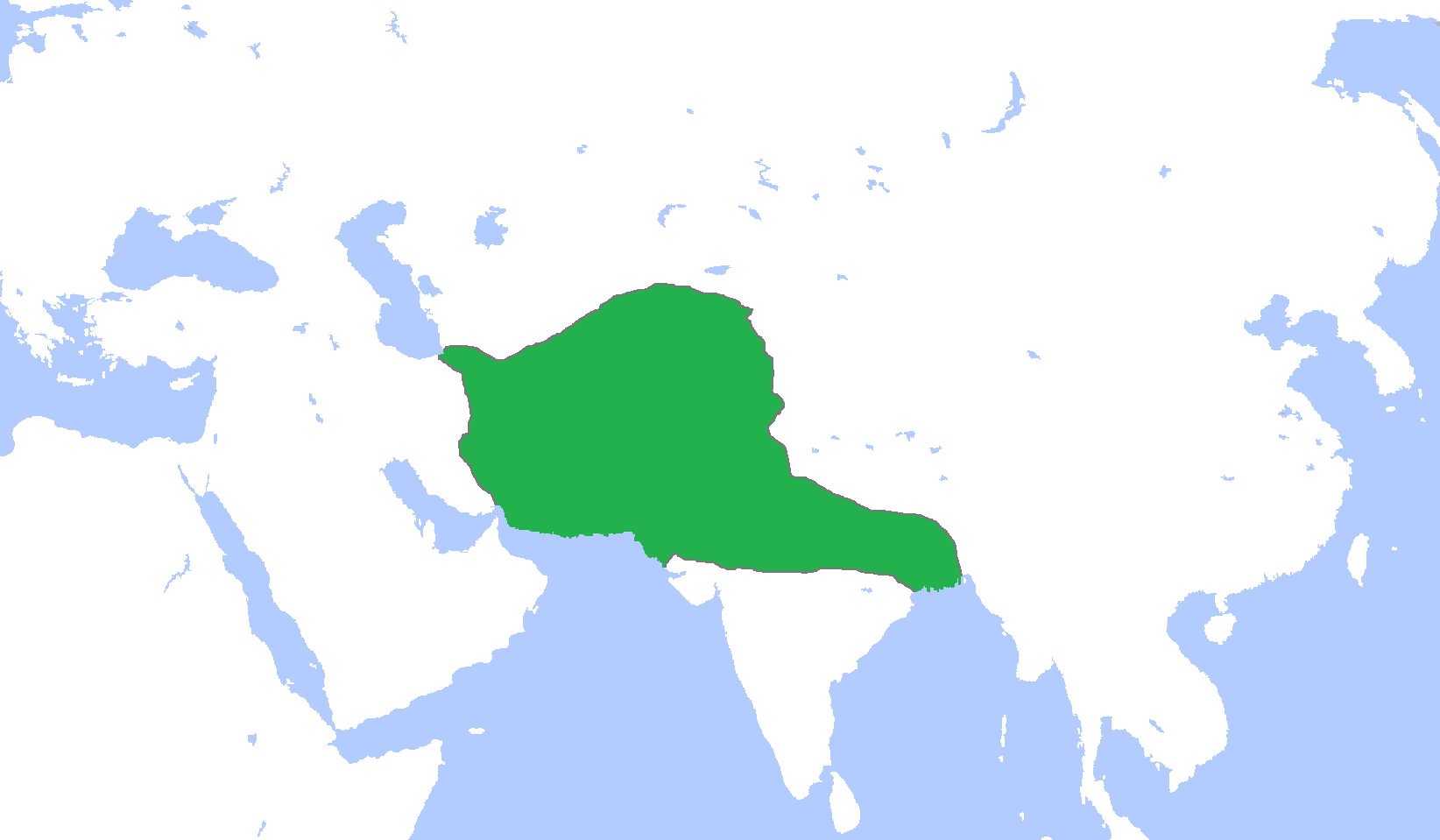
A Gúrida Birodalom kiterjedése 1200 körül

Az i. e. 4. század végétől az i. e. 2. század első negyedéig a terület a Baktria része volt. A kínai Han-dinasztiával kapcsolatok épültek ki az i. e. 2. században, akik követet küldtek Baktriába, hogy derítse fel a Kínától nyugatra eső területeket.
A 7. században arabok hozták az iszlámot, amit a kínaiak sikertelenül próbáltak megakadályozni. A Tang-dinasztia (618-907) csapatai 751-ben vereséget szenvedtek a Talasz-folyó menti csatában (a mai Kirgizisztán és Kazahsztán határvidékén). A csata máig tartó következménye, hogy Kína elveszítette befolyását Közép-Ázsia felett.
Később az iráni eredetű Számánida Birodalom (819-999) része lett, majd Horezm (Hvárezm) államához tartozott.
A 13. században Dzsingisz kán vezetésével betörtek a mongolok, megsemmisítették Horezm államát és a lakosság jelentős részét lemészárolták. (Mongol hadjárat Horezm ellen 1219-1221.)
Ezt követően a terület a buharai kánsághoz tartozott egészen a 19. század végéig, az orosz fennhatóság („protektorátus") kezdetéig.
Az 1917-es orosz forradalom után Közép-Ázsiában baszmacsoknak nevezett gerillák harcoltak a bolsevikokkal. Függetlenné kívántak válni – eredménytelenül. Négyéves háborúban a túlerőben lévő bolsevikok győztek, közben mecseteket és falvakat égettek fel és keményen elnyomták a lakosságot. A szovjet hatóságok szekularizációs kampányt indítottak, üldözték a muszlim, a zsidó és a keresztény vallásgyakorlást, bezárták a mecseteket, templomokat és zsinagógákat.
1924-ben Üzbegisztán részeként megszervezték a Tadzsik Autonóm Szovjet Szocialista Köztársaságot. 1929-ben a Tadzsik Szovjet Szocialista Köztársaság önállóan lett a Szovjetunió tagállama. Üzbegisztánban maradtak olyan városok, amelyek lakossága azelőtt tádzsik többségű volt, a legjelentősebb Szamarkand és Buhara volt. Az életszínvonal, az oktatás színvonala és az iparosodottság elmaradt a többi szovjet tagállam szintjétől. Az 1980-as években a Szovjetunióban az itteni háztartások voltak legkevésbé képesek megtakarítani, a magasabb jövedelmi csoportokba az itteni háztartások tartoztak legkisebb arányban, itt volt a legkevesebb egyetemi végzettségű ember 1000 fő közül. Az 1980-as évek végén a tádzsik nacionalisták több jogot kezdtek követelni. 1990-ig nyíltan nem jelent meg semmiféle mozgalom. A következő évben a Szovjetunió összeomlott, Tádzsikisztán kikiáltotta függetlenségét.
Szinte azonnal polgárháború tört ki, különböző frakciók harcoltak egymással. Ezeket a frakciókat leginkább arról lehetett megkülönböztetni, hogy melyik családhoz hűek. A polgárháború már az elején olyan szörnyű méreteket öltött, hogy Tádzsikisztán jóformán teljesen összeomlott és az ország számos helyén eluralkodott az anarchia, sőt az 1997-ig zajló harcok mintegy 100 ezer áldozatának többsége ebben az időszakban esett el. Ekkoriban a nem muszlim lakosság, főleg az oroszok és a zsidók menekültek az országból az üldözés és a fokozódó szegénység elől, jobb életkörülményeket remélve Nyugaton vagy más volt szovjet köztársaságban. 1992-ben Emomali Rahmanov került hatalomra és azt máig kezében tartja. A polgárháború idején ő is részt vett az etnikai tisztogatásokban. 1997-ben tűzszünet lépett életbe Rahmanov és ellenzéke, az Egyesült Tádzsik Ellenzék között. 1999-ben békés körülmények között tartottak választásokat. Ez a választás az ellenzék szerint nem volt tisztességes. Rahmanovot a szavazatok hatalmas többségével újraválasztották. Dél-Tádzsikisztánban orosz csapatok állomásoztak 2005 nyaráig, őrizték az afgán határt. A 2001. szeptember 11-i támadás óta amerikai és francia csapatok is állomásoznak az országban.
Az ország délkeleti részén található Gorno-Badahsán autonóm területet síita törzsek lakják. Az iszlám fundamentalizmus talaján álló erők célja a Tádzsikisztántól független iszlám állam kikiáltása.
2021 tavaszán Tádzsikisztán és Kirgizisztán között az Iszfara folyó körüli határvita kapcsán összetűzésekre került sor, amelyben több mint ötven, főként civil jogállású egyén vesztette életét. A tádzsik hadsereg támadásai miatt emberek vesztették el otthonukat és közel negyvenezer kirgiz hagyta el a határmenti térséget.
A tádzsikok és kirgizek között bár tűzszünet jött létre, ennek ellenére a szórványos határvillongások folytatódtak. A határkonfliktus 2022 szeptemberében torkollott újból fegyveres erőszakba. Napokon belül több mint 80-an haltak meg.

## Földrajz

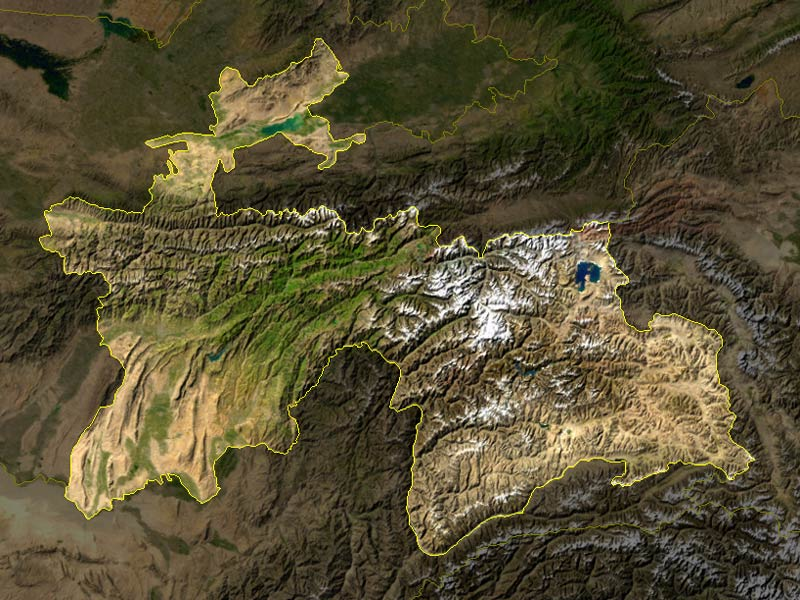
Műholdas kép

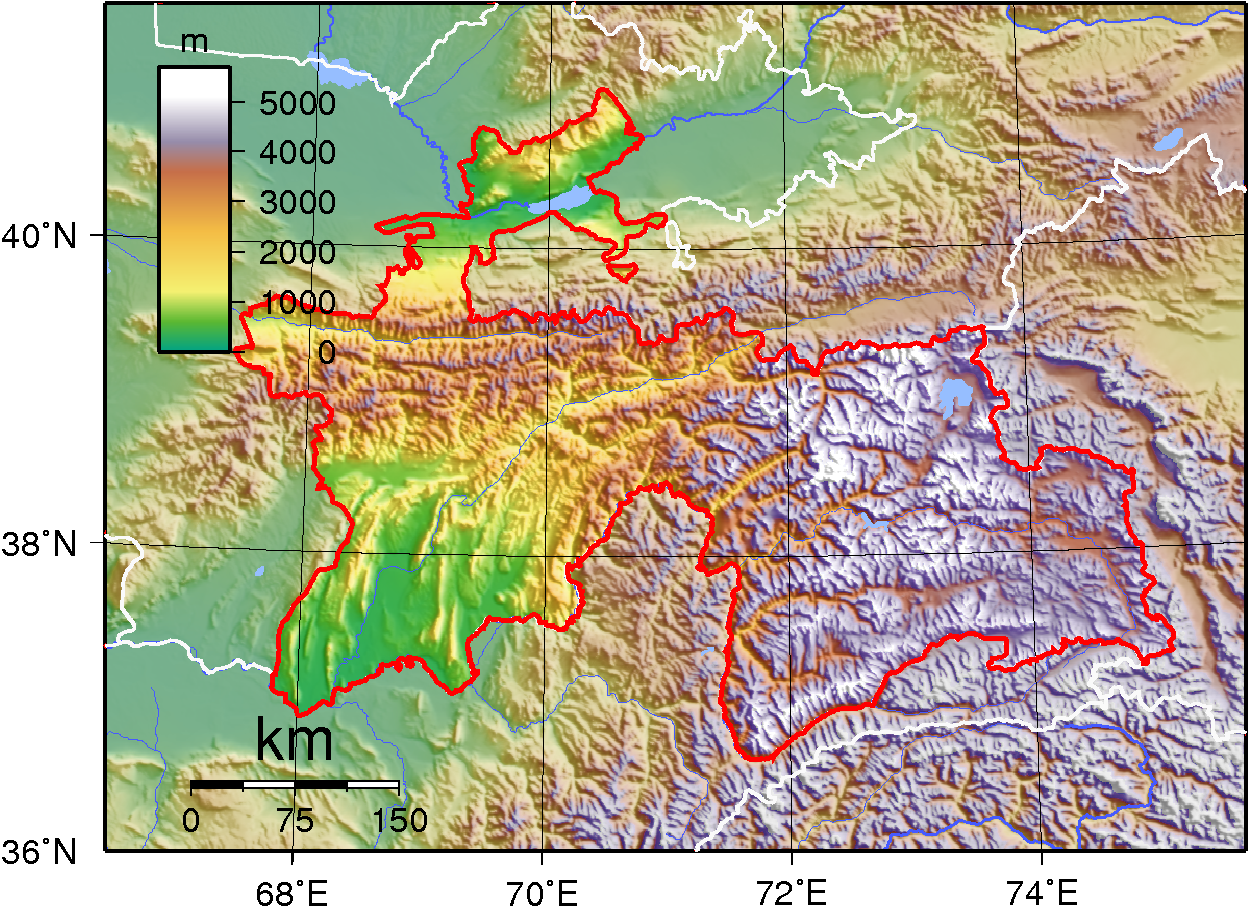
Domborzati térkép
Éghajlati térkép Köppen osztályozásán (angol)
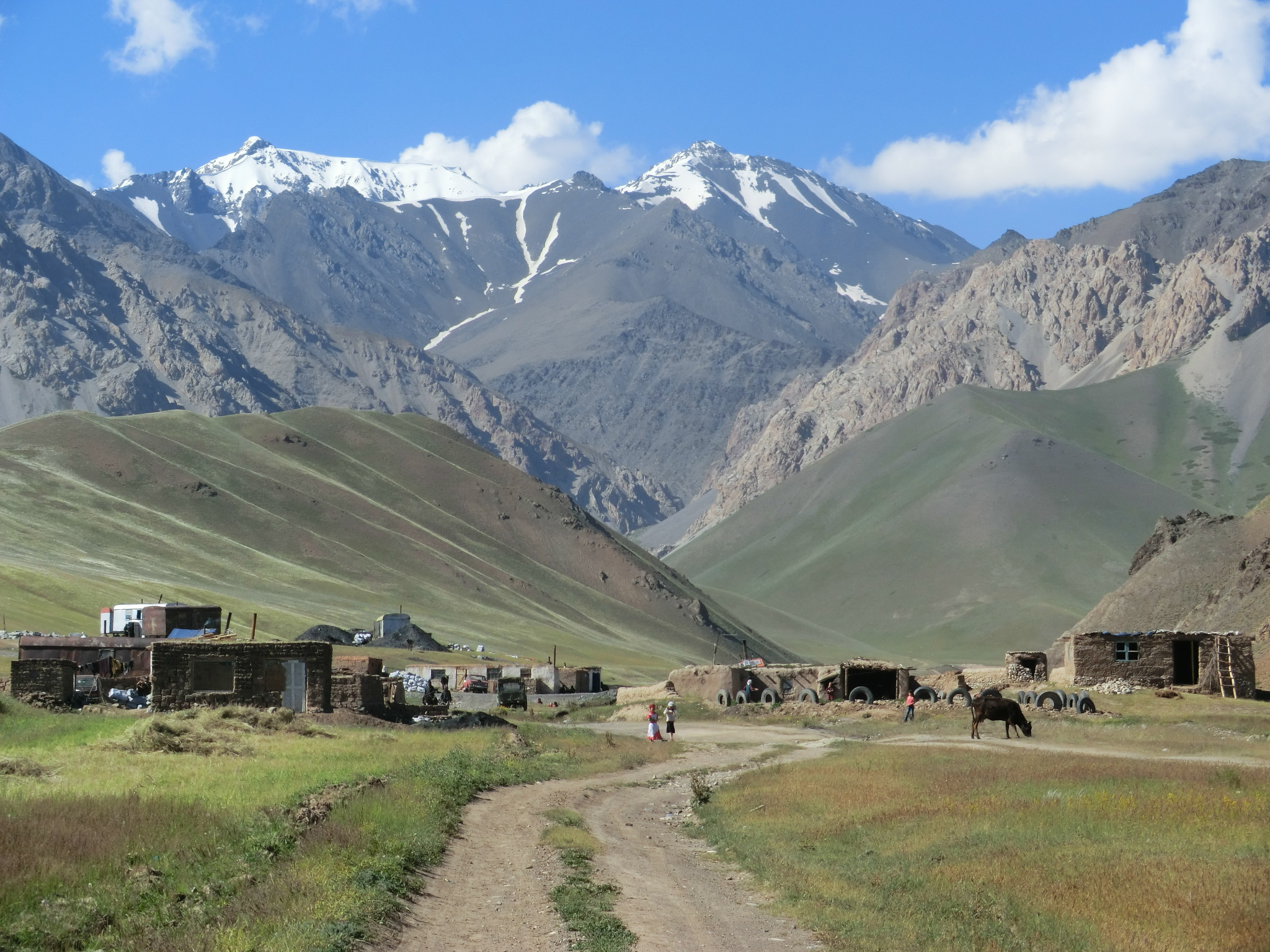
Az Aláj-hegység, előtérben a Jiptik-völgy
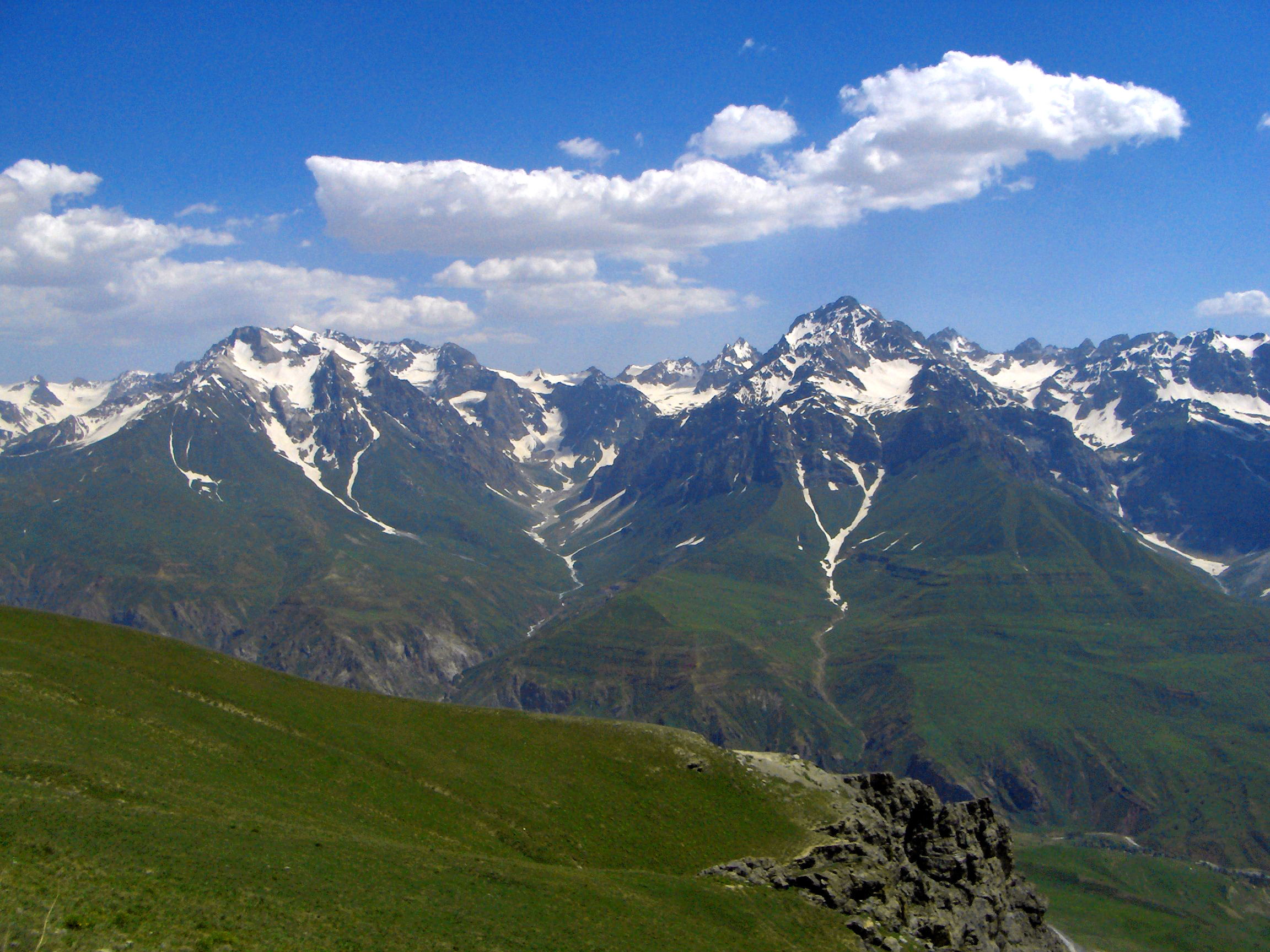
Tájkép

### Domborzat
Területét a Zeravsán-Aláj és a Pamír hegyvidékei és az általuk közrezárt medencék uralják.
Az ország területét hegyek borítják; a terület 7%-a van 1000 m alatt, több mint fele 3000 m magasság felett fekszik, csupán északnyugaton és délnyugaton fordulnak elő kisebb síkságok. Az országot alkotó hegyvonulatok:
- Nyugati-Pamír (délkeleten, 7500 méter magasságig).
- Keleti-Pamír (4000 méteres fennsík).
- Alajontúli-hegység (északkeleten, meghaladja a 7100 métert).
- Zaravsáni-hegység (nyugaton, csaknem 5500 méter).

Legmagasabb pontja a Iszmoilí Szomoní-csúcs (korábban Kommunizmus-csúcs), amelynek magassága 7495 méter.
A Pamírban található Fedcsenko-gleccser Ázsia leghosszabbja 71 kilométeres hosszával.

### Vízrajz
A hegyi folyók (Pangh/Pandzs, Vahs, Zaravsán) gleccserekből kapják és Közép-Ázsia lefolyástalan vidékeire szállítják vizüket.

### Éghajlat
Éghajlata mérsékelt égövi kontinentális. A nagy magasság miatt gyakori a kemény hideg. A csapadék mindenütt kevés, de a zárt völgyekben félsivatagi körülmények uralkodnak.

### Élővilág, természetvédelem
Topográfiai és éghajlati tagoltsága folytán növényvilága változatos.

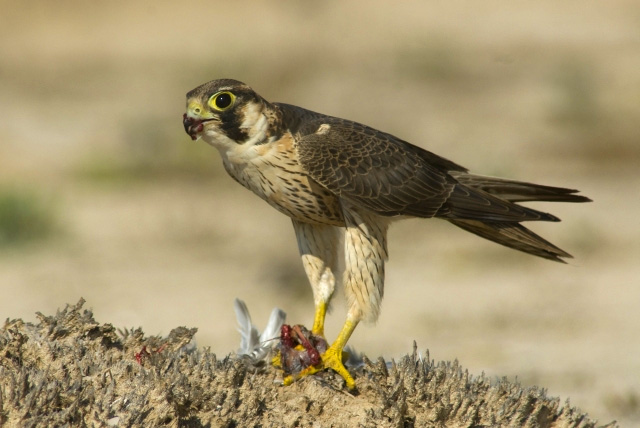
Sivatagi sólyom, az ország nemzeti madara

#### Nemzeti parkjai
- Pamír Nemzeti Park

Magába foglalja a Pamír-hegység jelentős részét és itt található a harmadik legmagasabban fekvő hegyi ökoszisztéma a Himalája és a Karakorum-hegység után.

#### Természeti világörökség
Az UNESCO által elismert természeti világörökségi helyszín a Pamír.

### Környezeti problémák
1991-re az ásványi műtrágyák és a mezőgazdasági vegyszerek nagymértékű használata volt a szennyezés egyik fő oka a köztársaságban. Ezen vegyszerek között szerepelt a nemzetközi egyezmény által betiltott DDT, valamint számos lombtalanító és gyomirtó szer. A levegőben, talajban és vízben okozott károk mellett a vegyszerek szennyezték a gyapotmagokat, amelynek olaját széles körben használják főzéshez. Úgy gondolják, hogy mindezen mérgezések hozzájárultak a gyermekkori halálozások és születési rendellenességek magas előfordulásához is.
Az ipar is komoly szennyezési problémákat okoz. Az ország egyik vezető ipari telephelye, az üzbegisztáni határ közelében található Turszunzoda alumíniumgyára nagy mennyiségű mérgező füstgázt termel, amely többek közt szintén a születési rendellenességek számának meredek növekedéséért is felelős.

## Politika
Emomali Rahmon tölti be 1994 novembere óta az ország elnöki tisztét, akit 1999-ben, 2006-ban és 2013-ban újraválasztottak erre a posztra. 2020 októberében az autokrata elnököt a szavazatok 90 százalékával újabb hét évre újraválasztották. Az EBESZ és számos más szervezet megfigyelői alapján a választások nem feleltek meg a nemzetközi normáknak, és megjegyezték, hogy azok inkább a választási bizottság és a hatóságok ellenőrzése alatt állnak.

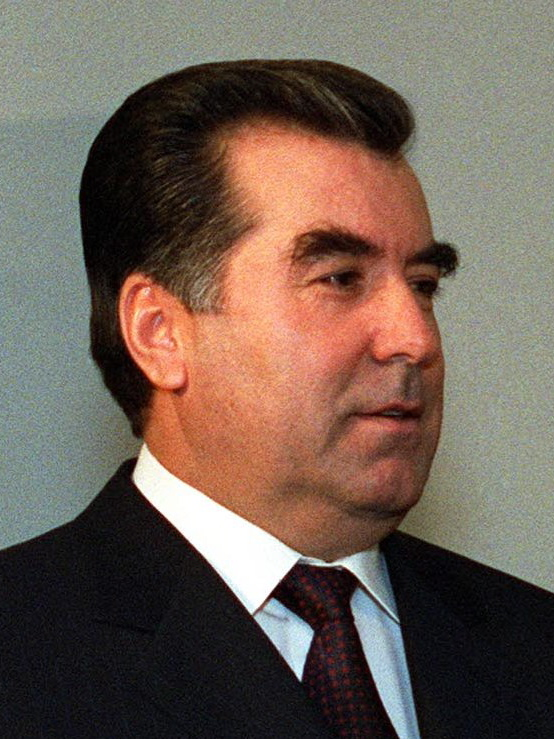
Az elnök Emomalii Rahmon, aki 1994 óta egy autoriter rezsimmel irányítja az országot

Az elnöki palota

### Alkotmány, államforma
Tádzsikisztán hivatalosan köztársaság, elnöki rendszerrel.  

### Törvényhozás, végrehajtás, igazságszolgáltatás
A törvényhozó hatalmat a kétkamarás parlament  – Tádzsikisztán legfelsőbb közgyűlése – gyakorolja.

### Politikai pártok
Főbb politikai pártok 2020 táján:
- Tádzsik Népi Demokratikus Párt (Ҳизби халқии демократии Тоҷикистон) - a kormánypárt;
- Tádzsikisztáni Agrárpárt ;
- Tádzsikisztáni Demokrata Párt ;
- Tádzsik Kommunista Párt ;
- Tádzsikisztáni Gazdasági Reform Párt ;
- Tádzsikisztáni Szociáldemokrata Párt ;
- Tádzsikisztáni Szocialista Párt.

### Jogállamiság
Az 1990-es évek óta kormányzó Emomali Rahmon elnök tekintélyuralmi rezsimje súlyosan korlátozza a politikai és a polgári szabadságjogokat. A gazdagság és a hatalom egyre inkább az elnök és családja kezében összpontosul. Az országot a 2020-as évek elején is nepotista kleptokrácia uralja, és Rahmon családja jelentős ellenőrzést gyakorol a gazdaság és az állam kulcsfontosságú közvagyona felett, köztük az állami tulajdonú Tádzsik Alumínium Társaság (vezető nemzeti exportőr) és az ország fő légitársasága, a Somon Air felett. Míg az alacsonyabb szinteken történő szintű korrupciót gyakran büntetik, a magas szintű korrupció továbbra is elterjedt. Azok az egyének, akik önállóan próbálnak a politikai ügyekben részt venni, számos akadállyal és súlyos következményekkel szembesülnek. Még a száműzött ellenzéki vezetők és újságírók hozzátartozóit is zaklatták az ország határain belül.
A Rahmon-rezsim nyomást gyakorol a független médiára is és a 2020-as évek elején is monopolizálja az ország információs terét. Újságírókat, másként gondolkodókat és aktivistákat tartóztatnak le vagy zárnak be olyan vádak miatt, mint a szélsőségesség, a betiltott ellenzéki pártokhoz fűződő kapcsolatok vagy más vádak miatt.
Az ország alkotmányos rendszere névlegesen demokratikus, de mind a nemzeti, mind a helyi választások nem rendelkeznek szabadsággal, Emomali Rahmon elnök és Népi Demokrata Pártja pedig jelentős politikai ellenőrzést gyakorol. A kormány jelentősen korlátozza a médiát, a politikai és ellentmondó hangok súlyos büntetést kapnak.
A Freedom House 2023-as jelentése az országot a »nem szabad« kategóriába sorolta.

### Közigazgatási beosztás
Az országot két tartomány (вилоят [vilojat], ill. ولایتها;) Hatlon, Szugd; egy autonóm tartomány (вилояти мухтор/vlojati muhtor ill. ولایت مختار) Hegyi-Badahsán és egy fővárosi körzet (Ноҳияҳои тобеъи умҳур ill. ناحیه های تابع جمهوری) Nohijahoi tobei Dzsumhurij alkotja.
| Tádzsikisztán közigazgatása | 1. Szugd 2. Fővárosi körzet (Nohijahoi tobei Dzsumhuri) 3. Hatlon 4. Hegyi-Badahsán (autonóm tartomány) |

### Védelmi rendszer
Tádzsikisztán alapító tagja a Kollektív Biztonsági Szerződés Szervezetnek.

## Népesség

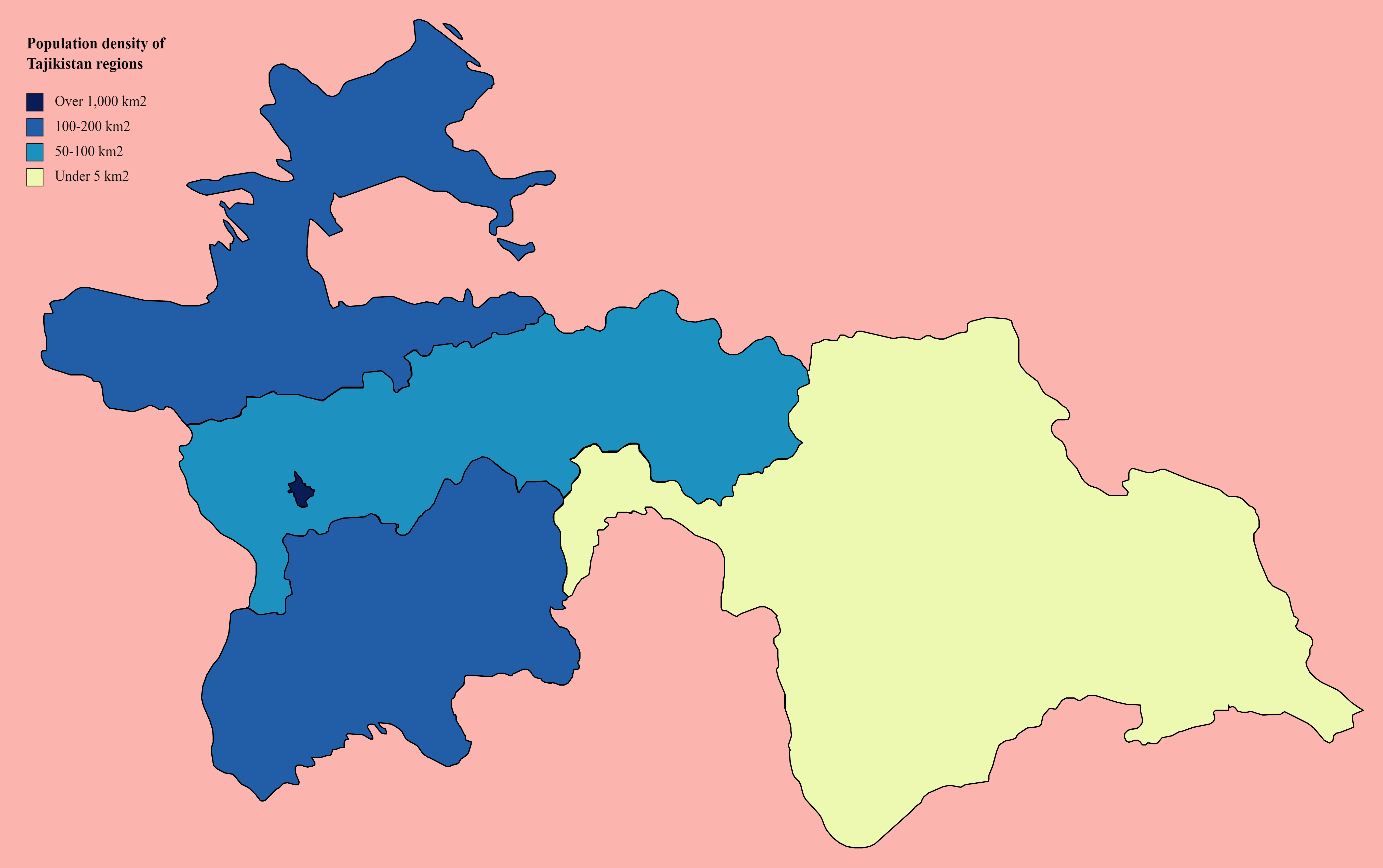
Tádzsikisztán népsűrűsége 2019-ben

A népesség zöme a hegyvidékeket felszabdaló folyóvölgyekben él.

### Általános adatok
- Népesség:  2023-ban mintegy 10,2 millió fő.[1]
- Népsűrűség: 72 fő/km² (2023) [1]
- Városi lakosság aránya: 28 % (2023) [1]

### Népességének változása
| Lakosok száma | 1 532 000 | 1 626 000 | 1 730 000 | 1 836 000 | 1 949 000 | 1 981 000 | 2 121 000 | 2 300 000 | 8 921 343 | 9 504 000 |
|               | 1950      | 1952      | 1954      | 1956      | 1958      | 1959      | 1961      | 1963      | 2017      | 2021      |

### Etnikai megoszlás
Tádzsikisztán legnépesebb etnikai csoportja a tádzsik, mely az ország lakosságának 79,9%-át teszi ki, beleszámítva ebbe a mintegy 135 ezer pamírit, akik a tádzsik etnikumon belül külön etnográfiai csoportot alkotnak. (A pamíriakat nem számítva a tádzsik etnikum aránya 77,6%.) További jelentős etnikai csoportok az üzbégek (15,3%), az oroszok (1,1%) és a kirgizek (1,1%), valamint 2,6%-nyi egyéb nemzetiségű lakos.
Az ország nemzeti kisebbségeit két nagy csoportra szokás osztani. Az egyik csoportot az orosz hódítást és a szovjet megszállást megelőzően is a jelenlegi Tádzsikisztán területén élő etnikai csoportok alkotják, ezek az üzbégek és a kirgizek. A másik csoportot az orosz, majd szovjet uralom alatt betelepültek alkotják, ezek főként oroszok. Az 1992–1997 közötti polgárháború során az orosz lakosság nagyobb része elköltözött. A polgárháború a többi nemzetiség esetében nem okozott jelentős változásokat.

### Nyelvi megoszlás
Az ország alkotmánya szerint a hivatalos nyelv a tádzsik. Az orosz nyelv az etnikai csoportok közti érintkezés nyelve. Az alkotmány 2. cikkelye garantálja a nemzeti kisebbségek szabad nyelvhasználatát.

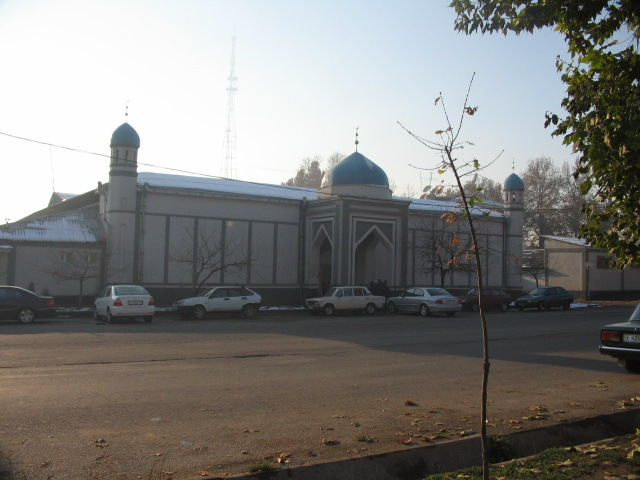
Mecset a fővárosban

### Vallási megoszlás
Az ország lakosságának zöme, 2010-ben kb. 96%-a muszlim, ezen belül elsősorban szunnita muszlim, a maradék síita.

## Gazdaság
Tádzsikisztán egy szegény, hegyvidéki ország, amelynek gazdaságát a bányászat, a fémfeldolgozás, a mezőgazdaság és a külföldön dolgozó állampolgárok hazautalásai uralják. Itt az egyik legalacsonyabb az egy főre jutó GDP a szovjet utódállamok közül. 
Már a függetlenné válásakor is a volt Szovjetunió legszegényebb országa volt, az 1992-1997-es polgárháború pedig még rontott a helyzetén. A fő iparágához kapcsolódó pamut- és alumíniumexportot érintő bevételi források bizonytalanok, és sebezhetővé teszik a gazdaságát a piaci árakkal szemben.
Élelmiszerének mintegy 70%-át importálja. Mivel a munkalehetőségek igen korlátozottak Tádzsikisztán, több mint egymillió tádzsik állampolgár dolgozik külföldön – 90%-uk Oroszországban. A 2010-es években a kivándorlók és vendégmunkások hazautalásai a GDP 30–50%-át tették ki.

### Mezőgazdaság
Mezőgazdaságát a gyapot monokultúrája jellemzi, öntözött területeken. Területének kevesebb mint 7%-a szántóföld.
Fő termények: gyapot, gabona, gyümölcs, szőlő, zöldség;
Fő tenyésztett állatok: szarvasmarha, juh, kecske.

### Ipar
Említésre méltó a nagy hagyományokkal rendelkező selyem- és pamutipar. Kiemelhető még az alumínium- és cementgyártás, a növényi olaj előállítása. Iparában főleg kis elavult gyárakban a könnyűipar és az élelmiszer-feldolgozás jellemző.

### Bányászat
Földje ásványkincsekben (kőszén, kősó, higany) és vízenergiában gazdag, de szénhidrogénekben szegény. További ásványkincsek: ezüst, arany, urán, volfrám.

### Külkereskedelem
Fő külkereskedelmi cikkek:
- Export: alumínium, villamos energia, gyapot, gyümölcsök, növényi olaj, textília
- Import: kőolajtermékek, gépek és berendezések, élelmiszerek

Főbb kereskedelmi partnerek 2019-ben:
- Export:  Törökország 24%,  Svájc 22%,  Üzbegisztán 16%, Kazahsztán 12%, Kína 10%
- Import:  Kína 40%,  Oroszország 38%,  Kazahsztán 19%, Üzbegisztán 5%

### Egyéb
A Pamír vidéke az Afganisztánból Európába irányuló, illegális kábítószer-szállítmányok átrakóhelye.
A 2008-as közép-ázsiai energiaválság a környező országok közül Tádzsikisztánt sújtotta legjobban.

## Közlekedés

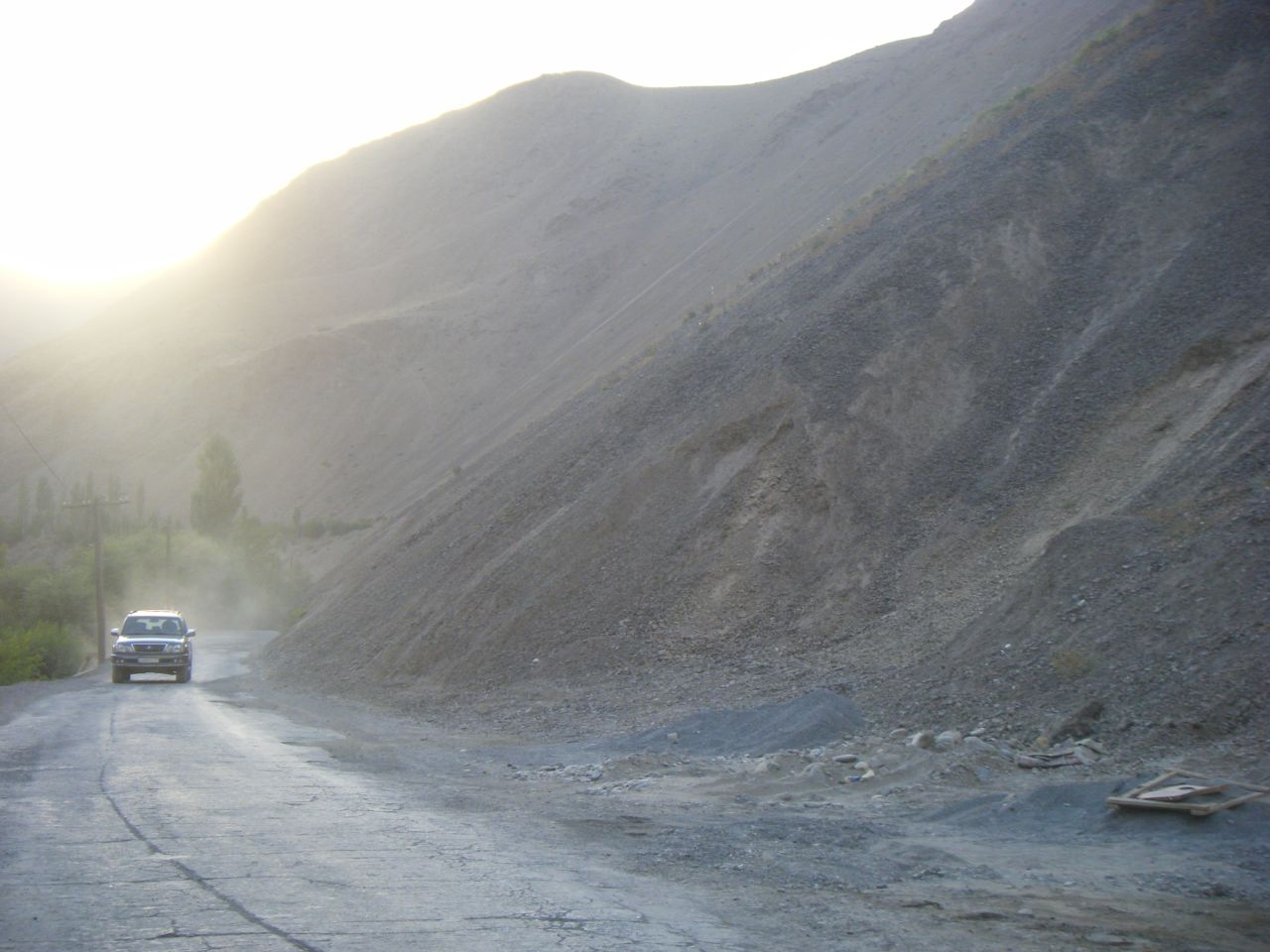
Az A377-es jelű út Pandzsakent és Dusanbe között

### Közút
A közlekedési rendszerének nagy része a szovjet korszakban épült és a 21. század elejére a közúti rendszer súlyosan leromlott az elégtelen beruházás és a karbantartás hiánya miatt.
Itt halad át a nemzetközi ún. Pamír főút.

### Légi
2009-ben Tádzsikisztánnak 26 repülőtere volt, amelyek közül 18-nak volt burkolt kifutópályája. 2020 táján két belföldi légitársasága van (Tajik Air és Somon Air), de külföldi (főleg orosz) légitársaságok is kiszolgálják.
Az ország fő repülőtere a Dusanbei nemzetközi repülőtér, amelyről a 2010-es években rendszeresen indultak járatok olyan nagyvárosokba, mint Almati, Baku, Biskek, Delhi, Dubaj, Frankfurt, Isztambul, Kabul, Moszkva, Szentpétervár, Sharjah, Teherán és Ürümcsi.

## Telekommunikáció
| Hívójel prefix | EY |
| ITU zóna       | 30 |
| CQ zóna        | 17 |

## Kultúra
Az országban 2007 óta tilos nyilvánosan ünnepelni a születésnapokat, 2013 óta az újévi mulatságok sem engedélyezettek. 2015 óta tilos megünnepelni a karácsonyt az iskolákban.

### Oktatási rendszer
2008-ban az oktatásra fordított kiadás a GDP 3,5% volt. Egy UNICEF által támogatott felmérés szerint a lányok körülbelül 25%-a képtelen a szegénység és nemi diszkrimináció miatt a kötelező elemi iskolai oktatásban részt venni, bár általánosságban az írni-olvasni tudás aránya viszonylag magas Tádzsikisztánban.

### Gasztronómia
A helyi konyha sok közös vonást mutat az afganisztáni, iráni és üzbég specialitásokkal, sőt orosz befolyás is érte az idők során. A keleti konyhaművészetben sokfelé elterjedt piláf nevű étel itt is megtalálható, s plov (esetleg os) néven a tádzsikoknak is nemzeti étele. A tádzsik piláf vagy plov rizsből készül aprított sárgarépával és hússal, amit aztán növényi olajban vagy birkazsírban nyílt lángon, egy qazan nevű üstben sütnek meg. Az ételt ebben az edényben hagyományosan az asztal közepére helyezik és abból fogyasztják el közösen.
Egy másik igen jellegzetes tádzsik étel a kurutob, amit egy kurut nevű sós sajtból készítenek. A sajtból golyókat gyúrnak, majd megszárítják, utána vízbe áztatják és ráöntik egy pelyhes tésztafélére, a fatirra, amit vajjal vagy zsírral kennek előtte meg. Ezután olajjal, hagymával és zöldségekkel aranybarnára sütik nyílt lángon.

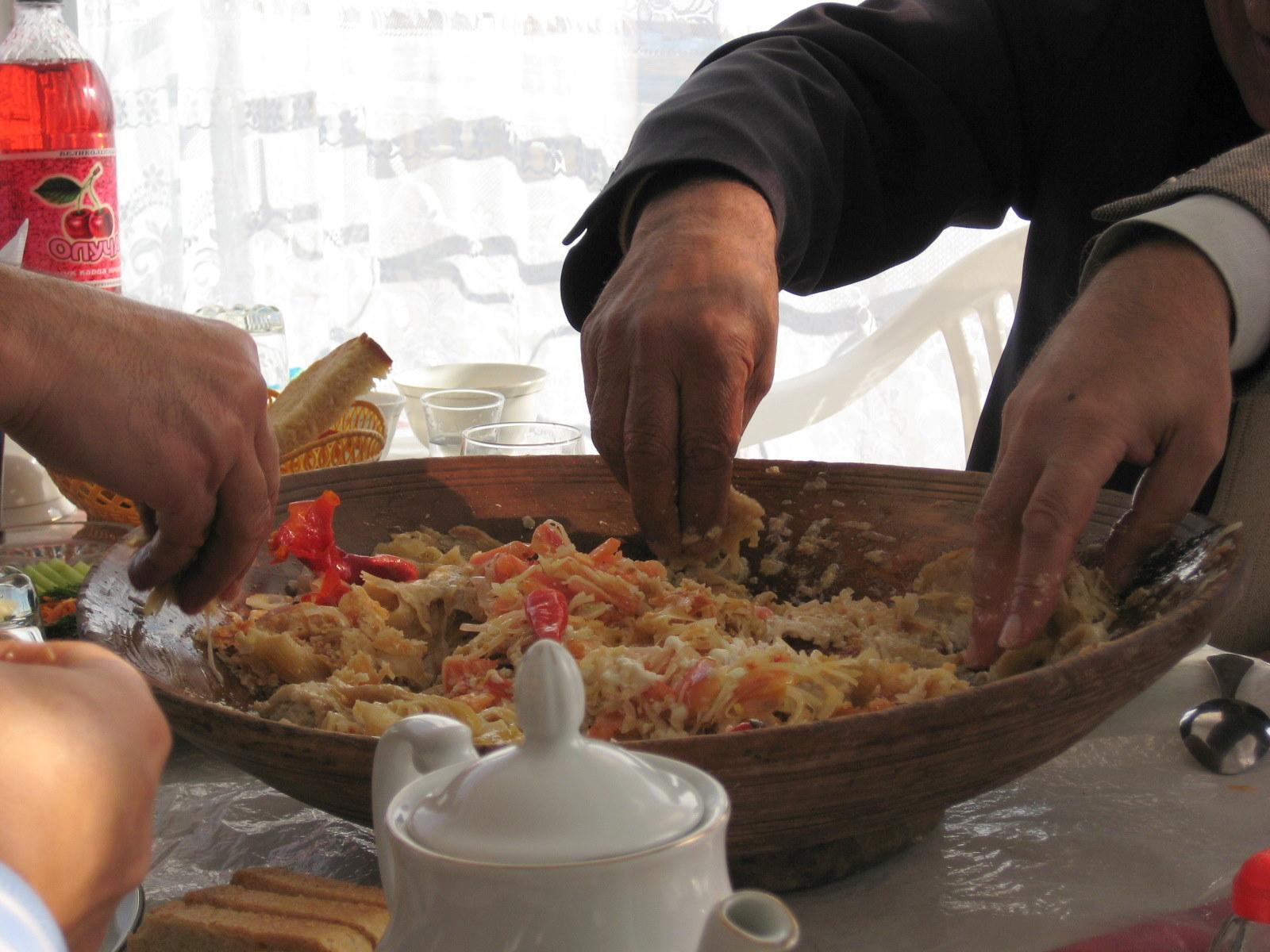
A kurutob fogyasztása kenyérrel.

Helyi péksüteménykülönlegesség a non nevű lepénykenyér, ami számos más területen jelen van Közép-Ázsiában, illetve Indiában. A hagyomány szerint, ha véletlenül földre esne, akkor az emberek már nem eszik meg, de nem fogyasztják el, hanem kihelyezik az ablakpárkányra, amit a madarak elcsipegetnek, vagy esetleg koldusok ehetik meg szabadon.
A reggeli Tádzsikisztánban hagyományosan a következőből áll: tea, lepénykenyér, kolbászszerű húskészítmény (vagy helyette vaj), tejföl, lekvár és tojás. A nyár folyamán sok bogyós termést, szőlőt, almát, őszibarackot és sárgabarackot fogyasztanak. A gyümölcsökből gyakran főznek kompótot.
Ebédre többféle tésztás, zöldség- és húsleves van, mint a surbo, piti, lagmon és ugro.
Egy-egy régiónak is megvannak a maga ételkülönlegességei, így a török eredetű manti (párolt húsgombóc), az orosz pelmenyi helyi variánsa a tusbera, a szintén török szambusza (töltött zsemle), illetve a beljasi, ami egy kovásztalan tésztaféle és darált hússal van töltve (úgyszintén egy orosz étel helyi változata).
A tejből készült ételek gyakran az előételek szerepét töltik be. Többféle joghurtot és kefirt állítanak elő, illetve van egy kajak nevű magas zsírtartalmú tejkrémjük.
Gyümölcsök tekintetében az első helyen a szőlő, dinnye, gránátalma, szilva, őszibarack, alma, füge és datolya állnak Tádzsikisztánban.
A tea szinte minden étkezésnél jelen van. Gyakran kínálják étkezés közben. A teát illik elfogadni, ugyanis a tádzsikok vendégszeretetük gesztusát fejezik ezzel ki. A teát forrón szolgálják fel fedett porcelánedényben, és kis csészékből isszák, amikhez nincs csészealj, sőt fogantyújuk sincs. A teát rendszerint cukorral ízesítik. Tádzsikisztánban komoly és régi hagyománya van a teaházaknak.

## Turizmus
Az ország a turisták számára még viszonylag felderítetlen.
Tádzsikisztánban nagyon sok inspiráló természeti szépség és történelmi műemlék akad, továbbá különböző korokból származó romok is.
Kalandturizmusra ideális terepet kínál a Pamír, ahol az utóbbi időben már egy 1325 km hosszúságú autópálya is épült a közlekedés megkönnyítésére. Ebben a régióban sok egyedi és veszélyeztetett állat és növényfaj is él. A Garm vidékén található forrásokból gyógyvizek törnek fel, ezért errefelé szanatóriumok is működnek, amelyek az itteni vizeket hasznosítják.
Hudzsand városa számos műemlékkel büszkélkedik, ugyanis hajdanán Szamarkand és Buhara mellett fontos tudományos és művészeti központ volt. Pandzsakent vagy Pendzsikent az iszlám hódítás előtt gazdag, virágzó város volt. Romjai ma is megtekinthetők a környéken. Az egykori Selyemút mellett akadnak még más, megtekintésre érdemes kulturális műemlékek, mint Hiszor erődje, az Adzsina Teppe melletti régészeti lelőhely, a hulbuki várkastély és jamcsuni erőd.
A turizmus fejlesztésére az állam a belső állapotok normalizálódásával már több energiát és pénzt tud fordítani, különösen a 2010-es évek vége óta növekszik az ágazat szerepe. Ennek ellenére még mindig szükség van további fejlesztésekre, többek között a légiközlekedés bővítésére és modernizálására. Javításra szorul továbbá a szálláshelyek minősége, mely főleg a tiszta vizet és a higiéniát érinti. Komoly hiányosságok vannak az információközlés, a térképek és online térképek terén.
Bár az ország közel van a politikailag igencsak instabil és az utóbbi években ismét zavaros állapotok közé süllyedt Afganisztánhoz, a látogatók mintegy fele biztonságosnak ítélte Tádzsikisztánt. A turizmusban további problémát jelent a dolgozók nyelvtudásának hiánya (bár már egyre többen igyekszenek megtanulni angolul) és az internetes kapcsolatok gyengeségei. A kormány turizmusfejlesztésre tett erőfeszítései ellenére is 2018-ban csupán egymillió turista látogatott el Tádzsikisztánba.

## Sport
Tádzsikisztán nemzeti sportja a gustigiri, a hagyományos birkózás egyik formája. Egy másik népszerű sport a buzkasi, egy lóháton játszott játék, hasonló mint a póló. Gyakran játsszák a navruz ünnepségeken.

### Labdarúgás
A labdarúgás az egyik legnépszerűbb sportág. A Tádzsik Labdarúgó Szövetség irányítja. Tádzsikisztán labdarúgó-válogatottja FIFA és AFC versenyeken vesz részt. A legjobb klubjai a Tádzsik Ligában versenyeznek.

## Ünnepek
| dátum        | név                        | helyi név     | megjegyzés                    |
| ------------ | -------------------------- | ------------- | ----------------------------- |
| Jan 1        | Újév                       | -             | -                             |
| Febr 23      | Fegyveres erők napja       | -             |                               |
| Marc 8       | Nemzetközi nőnap           | -             | -                             |
| Marc 20 – 22 | Perzsa újév                | Navruz        | -                             |
| Ápr 6        | A nemzet vezetőjének napja | -             | -                             |
| Máj 1        | A munka ünnepe             | -             | -                             |
| Máj 9        | A győzelem napja           | -             | II. vh. vége                  |
| Jún 27       | Nemzeti Egység Napja       | -             | -                             |
| Szept 9      | Függetlenség napja         | -             | 1991.                         |
| Nov 6        | Az alkotmány napja         | -             | -                             |
| Nov 24       | A zászló napja             |               |                               |
| változó      | Eid al-Fitr                | Eid-i-Ramazon | ramadán vége                  |
| változó      | Eid ul-Adha                |               | 70 nappal a ramadán vége után |